# Miass (stad)
Miass (Russisch: Миасс) is een stad in de Russische oblast Tsjeljabinsk. Het ligt op 96 kilometer van Tsjeljabinsk op de oostelijke hellingen van de Zuidelijke Oeral op de oever van de gelijknamige rivier.

## Geschiedenis
Miass werd opgericht in 1733 als een kopermijnbouwfabriek en kreeg de status van stad in 1926. Gedurende de 19e eeuw ontwikkelde de stad zich snel toen er rijke goudbronnen werden gevonden.
Bestuurlijk centrum: Tsjeljabinsk

Asja · Bakal · Jemanzjelinsk · Joerjoezan · Joezjno-oeralsk · Karabasj · Kartaly · Kasli · Katav-Ivanovsk · Koesa · Kopejsk · Korkino · Kysjtym · Magnitogorsk · Miass · Minjar · Njazepetrovsk · Oest-Katav · Ozjorsk · Plast · Satka · Sim · Snezjinsk · Trjochgorny · Troitsk · Tsjebarkoel · Verchneoeralsk · Zlato-oest